# Donji Komren
Donji Komren (cyr. Доњи Комрен) – wieś w Serbii, w okręgu niszawskim, w mieście Nisz. W 2011 roku liczyła 1838 mieszkańców.